# Etnias de Sudán

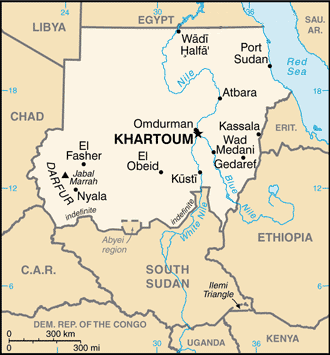
Mapa de Sudán

En Sudán había una población estimada en 2024 de 50,5 millones de habitantes, con un rápido aumento desde 1955, cuando había 7,2 millones de habitantes y la natalidad era de 6,68 hijos por mujer. La natalidad ha descendido en 2024 a 4,26 hijos por mujer con un crecimiento en dosminución que hace prever 85 millones de habitantes en 2050. La mayoría descendientes de emigrantes de la cercana península arábiga, que constituyen en 70% de la población total y son el grupo étnico más numeroso. Se estima que hay unas 500 tribus que hablan más de 400 idiomas y dialectos, aunque se pueden agrupar en poco más de 150 grupos. Joshua project considera unos 200 grupos diferentes. La mayoría son musulmanes. No obstante, en 2017, los datos de la composición étnica de Sudán y la población exacta eran desconocidos. Solo en Jartum se estimaba en 2017 que, en el área metropolitana, la población oscilaba entre 5 y 8 millones de personas, de los que 2 millones podrían ser desplazados de otras zonas. Desde los años 1970 se vienen produciendo en el país grandes desplazamientos de población debido a los conflictos, sobre todo en Darfur.

## Guerra civil sudanesa desde 2023
El 15 de abril de 2023 estalló un conflicto armado en Sudán entre las Fuerzas Armadas de Sudán (FAS) del gobierno y las Fuerzas de Apoyo Rápido (FAR), debido a la situación de injusticia y venganzas que se habían convertido en la norma desde que una coalición de grupos armados firmara la paz en 2019 tras derrocar al anterior presidente Al Bashir. El conflicto entre las tropas gubernamentales y los rebeldes se extendió rápidamente desde Jartum a otras regiones, incluida Darfur.

## Refugiados y desplazados en 2024
En 2024, el número de desplazados en Sudán superó los 12 millones de personas (12.020.475 el 1 de diciembre). Desde el inicio del conflicto a mediados de abril de 2023, gran número de civiles se ha visto forzado a escapar, incluyendo gente que ya se había desplazado internamente y refugiados de otros países que se encontraban a salvo en Sudán. Cientos de miles de personas han huido a países vecinos o han regresado a sus hogares en circunstancias adversas, especialmente a la República Centroafricana, Chad, Egipto, Etiopía, Libia, Sudán del Sur y Uganda. De los doce millones de desplazados, el número de desplazados internos era de 8.619.054 personas, el número de refugiados recién llegados, solicitantes de asilo y retornados era de 3.137.312 personas y el de refugiados recolocados era de 264.109 personas.

## Grupos árabes y arabizados
Los árabes constituyen la etnia más numerosa; sin embargo, se subdividen en miles de grupos étnicos y subgrupos que se distinguen por su particular secta musulmana, dialecto del árabe y costumbres adaptadas a la región en particular. No solo forman parte de este grupo los árabes procedentes de la península de Arabia, sino también las tribus arabizadas a lo largo de los siglos.

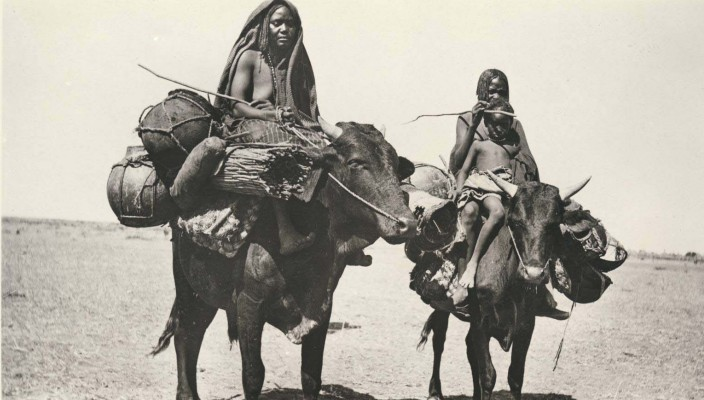
Baggaras en Kordofán en una vieja imagen de principios del.

- Árabes sudaneses, 13,5 millones. Son la población mayoritaria en Sudán. Son predominantemente musulmanes y la mayoría habla el dialecto árabe sudanés. Hay unos 30 millones repartidos por una veintena de países, sobre todo en Libia, Arabia Saudí, Sudán del Sur y Egipto.[4] Se los suele llamar nubios arabizados, aunque también hay etnias de beduinos árabes como los rashaida. La mayor parte están divididos en dos grandes grupos tribales: los jaaliníes (unos 4 millones), que viven a lo largo del río Nilo, y los baggara (1,2 millones), seguidos de los kawala (1,14 millones). Algunas fuentes mencionan los juhaynah, una rama de los quda'a, una de las tribus más importantes de la península arábiga, de los que muchos migraron a Sudán en el siglo XI, cuyos descendientes serían entre otros, los rufaa. Los grupos camitas que dominaban el norte de Sudán se mezclaron con los árabes y hoy son indistinguibles por lengua y cultura, aunque el color de su piel varía del negro al marrón mediterráneo. Solo los nubios, de origen camítico, no se mezclaron completamente con los árabes.[5]

- Árabes sirios o levantinos, unos 116.000. Viven en pueblos fortaleza cerca de las regiones fértiles, pero también cerca de las primeras elevaciones de las montañas y en zonas menos áridas. Mantienen sus afiliaciones tribales, gobernados por jeques expertos en islam.[6] Además de los instalados, en 2023 había unos 93.000 refugiados sirios en Sudán. Desde 2020, no necesitan visado para entrar en el país. Desde 2019, a los seis meses adquieren la residencia. Algunos regentan tiendas y restaurantes en Jartum, pero otrpos tienen problemas debidos a los conflictos en Sudán.[7] La guerra en Sudán ha provocado unos 12 millones de desplazados dentro del país, según la UNHCR, con los que la situación de los sirios pueden haber cambiado.[8] Muchos de ellos se han visto desplazados de nuevo.[9]

- Árabes egipcios en Sudán, unos 800.000. Al sur de Egipto, norte de Sudán, en torno a una zona de conflicto conocida como Triángulo de Hala'ib, que pertenece a Egipto pero es reclamado por Sudán. La mayoría de egipcios en Sudán son musulmanes sunitas, aunque hay una minoría copta.[10] La guerra de Sudán, sin embargo, está forzando a muchos egipcios a volver a Egipto. En octubre de 2024, el número de refugiados y solicitantes de asilo recién llegados desde Sudán a Egipto era de 1,2 millones de personas.[11]

- Árabes yemeníes en Sudán, unos 33.000 en 2024.[12] Entre abril y mayo de 2023, decenas de miles de extranjeros fueron evacuados de Sudán debido al conflicto. Yemen fue la última nación en organizar evacuaciones oficiales. Una parte fue evacuada de Jartum a Port Sudan. Otra parte más pequeña (unos 775) voló a Saná y Adén. El ministerio yemení de Asuntos Exteriores consideraba en 2023 que había unos 17.000 yemeníes viviendo en Sudán. Otros 3500 son refugiados yemeníes acogidos por Sudán. Los violentos combates iniciados en Jartum empujaron a miles de yemeníes a Port Sudan, de donde fueron evacuados cerca de 3000 a Yemen. El resto llevaba mucho tiempo en Sudán y es difícil conocer su situación.[13]

### Grupos arabizados
La arabización de los pueblos sudaneses empieza en 1300, con la poderosa tribu Ja'alin. El país es una mezcla de cultura árabe en el norte, y pueblos de cultura subsahariana en el sur. La cultura árabe es dominante, y muchos pueblos africanos aprende a vivir como árabes en lugar de como africanos. Ser más árabe que africano pertmite formar parte de la cultura que mantiene el poder político y económico. Entre los arabizados o árabes sudaneses con más de 100.000 individuos, que hablan árabe sudanés, además de sus lenguas propias:

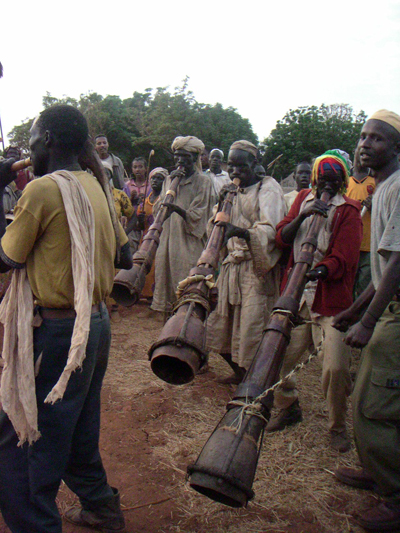
Gente de la etnia berta tocando las trompetas.

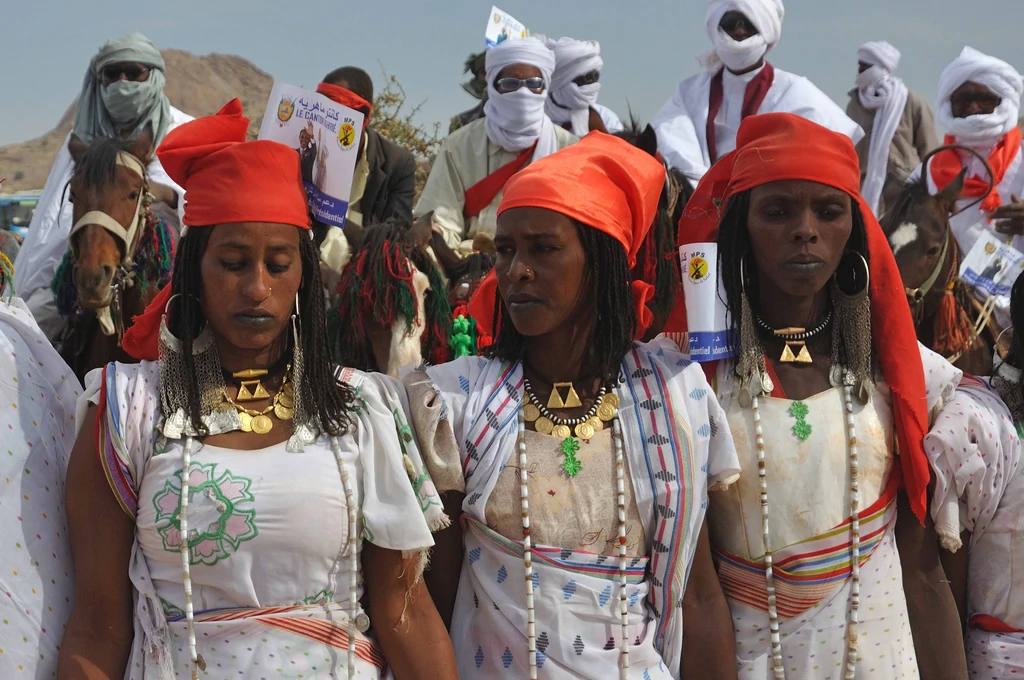
Danza tradicional en el país zaghawa

- Awlad hassan, 134.000. La palabra awlad (أولاد) aparece con frecuencia en los nombres de las tribus árabes con el significado de "hijos de" o "descendientes", en este caso, "descendientes de Hassan".[15] Los awlad hassan son descendientes de comerciantes yemeníes que dominaron las rutas comerciales del Sahara Occidental en la Edad Media.[16]
- Baggara, 1 millón en Sudán, al menos 6 millones en otros países. Nómadas y agricultores que, en Sudán, viven desde el lago Chad y el sur de Kordofán. El nombre de bagar, que significa vaca en árabe, raíz de baggara, se refiere a varias tribus de Sudán que crían vacas. Hablan el árabe shuwa o chadiano. En estos grupos predominan los árabes, pero también hay indígenas.[17] Engloban los awlad hassan, los habbania, los selim, los fertit, los batahin, los bederia y otras tribus que se mencionan más abajo. Algunas fuentes hablan de 14 tribus baggara.[18]
  - Dubasiyin, 113.000. Baggaras que vive en Kordofán. Agricultores y pastores seminómadas.
  - Fezara, unos 389.000. Viven en Kordofán del Norte y el Sur. Como los demás baggaras, los juhayna fezara viven en unidades llamadas furganes, que pertenecen a una o más líneas familiares.[19]
  - Gawamaa, 1,15 millones. Baggaras sedentarios que parecen proceder de un subgrupo de la tribu Hawazma. Según Joshua Project, muchos son pastores nómadas cuyos viajes dependen de la estación del año, pero otros viven en las grandes ciudades o pueblos.[20]
  - Lahawin, unos 240.000. Grupo baggara que vive a lo largo del río Atbara. Hablan árabe sudanés, son sunitas y tienen una cultura seminómada en campamentos llamados furgan, donde construyen tiendas con palos y ramas que se clavan en un agujero, se doblan y atan por su parte superior y forman un círculo para encerrar el ganado. Las mujeres casadas son dueñas de las tiendas y sus posesiones. Los hombres, polígamos, tienen una construcción aparte para reunirse con los amigos. Si tiene dos esposas, una vive con los pastores y la otra se dedica a labores agrícolas. Las mujeres cuidan de la casa y los niños, procesan los productos lácteos (queso y mantequilla), construyen las viviendas, van por agua y al mercado. Los hombres se van con el ganado. Esto es común a todos los baggara y a casi todos los sudaneses arabizados seminómadas. Antes de desplazarse para construir otro campamento siguiendo la senda de la lluvia, plantan sorgo, mijo, sésamo y judías, que luego cosecharan a la vuelta. No todos son nómadas, muchos viven en granjas comunitarias o pueblos, aunque la guerra puede haber provocado numerosos desplazamientos.[21]

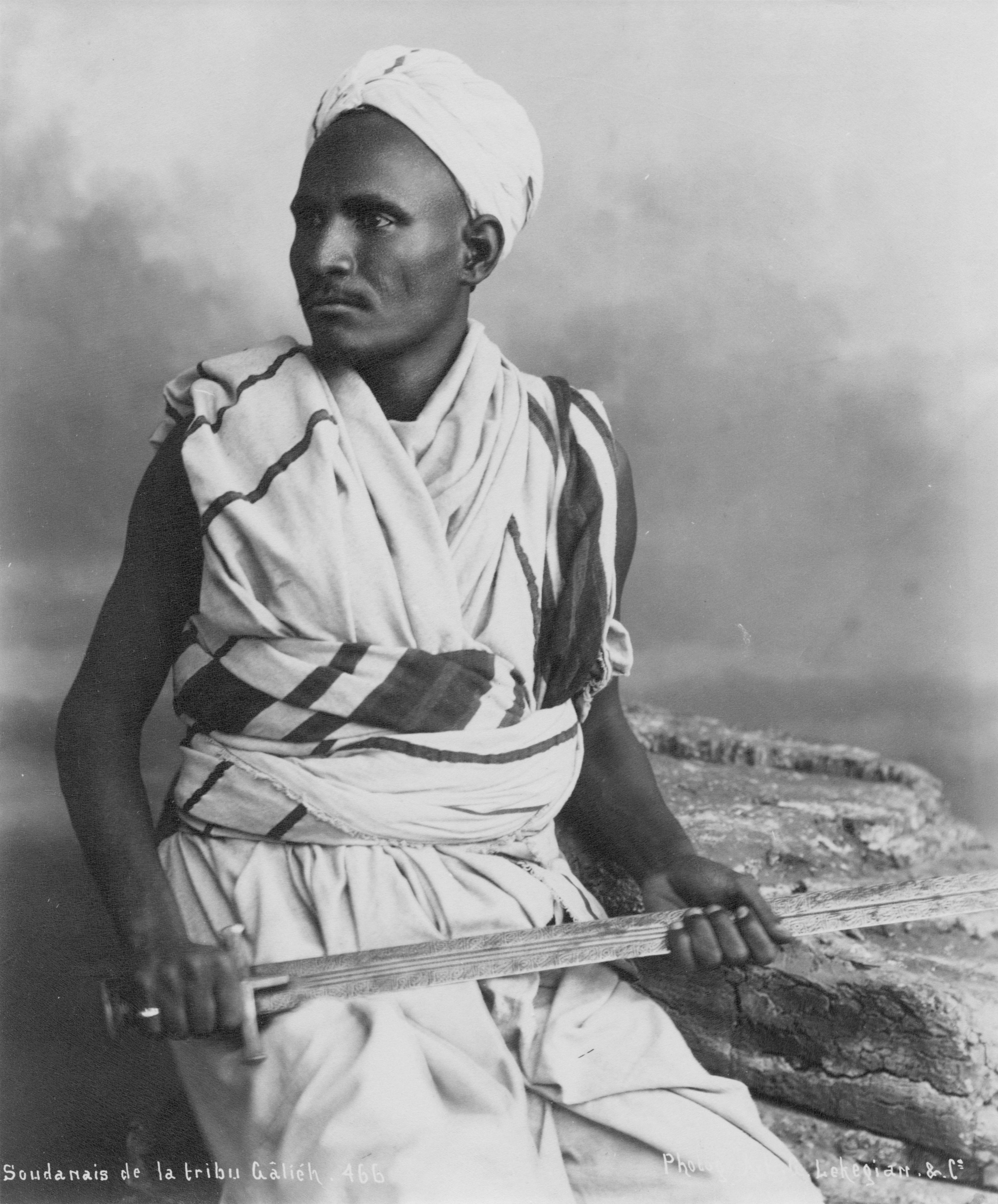
Sudanés de la tribu jaaliní.

- Jaaliníes o clan Ja'alin, unos 4 millones. Tribu árabe que ocupa los dos márgenes del río Nilo desde Jartum hasta Abu Hamad. Hacia 1820 eran la tribu más poderosa del valle del Nilo, hasta al conquista por parte de los ingleses, que suprimieron la esclavitud. Actualmente, son agricultores y pastores seminómadas. Dicen ser descendientes de Abbas, tío de Mahoma.
  - Batahin, unos 315.000 en 2024. Son jaaliníes que viven en la región de Butana, que formó parte del Reino de Kush de Meroe. Hablan árabe sudanés. Eran esclavistas y ahora son agricultores y pastores seminómadas.[22]
  - Bederia, o bedaria, 1 millón.[23] La tribu bederia es una rama de la vieja tribu ja'alin,[24] una tribu semítica de árabes sudaneses que busca sus orígenes en Al-Abbas, un tío de Mahoma. Viven en el sudoeste de Jartum, donde crían ganado y tienen huertos junto al río Nilo. Forman parte de los grupos baggara.

- Berta, 559.000. También shangala, banu o shangul. Viven en la frontera occidental de Etiopía (Benishangul) y en el este de Sudán, al sur del Nilo Azul. Su idioma también se llama berta. Es una lengua nilo-sahariana que no presenta concomitancias aparentes con otras lenguas de la misma zona (las denominadas lenguas komanas), por lo que se lo considera un grupo aparte. A lo largo de su historia fueron frecuentes las descendencias comunes con mercaderes árabes (witawit). Mayoritariamente son musulmanes suníes y tienen el árabe como segunda lengua. Los berta son agricultores sedentarios. Hasta la primera mitad del siglo XIX formaron parte de la población del imperio sudanés oriental de Funj.[25]
- Birgid, 184.000. La lengua birgid se considera un idioma nubio extinto que se hablaba en el oeste de Sudán, al norte de la ciudad de Nyala, en Darfur del Sur.[26] Han sido bastante islamizados.
- Burun, 165.000. Muy arabizados, son agricultores, cultivan sorgo, mijo principalmnete, y melones, calabazas, okra, sésamo y algodón. Crían vacas, ovejas, cabras y burros. Con la leche hacen queso y mantequilla. Su casas son chozas redondas con techo de hierba que les permite el nomadeo. Sus tradiciones son árabes, pueden casarse hasta con cuatro esposas.[27]

- Dar hamid, 888.000. Consisten en un grupo de unas 19 tribus y pequeños grupos, conducidos por un líder llamado nazir. Viven en el norte de Sudán y muchos son de origen árabe. Son pastores nómadas que se desplazan en busca de vegetación. Sus camellos son importantes, proveen de leche, carne, pelo para las tiendas y transporte.[28]
  - Hawawir, unos 286.000. Pueblo de origen semítico, que habita en el desierto de Bayuda. Poseen grandes rebaños de bueyes, ovejas y camellos. Forman parte de los dar hamid, una confederación de 19 tribus y subgrupos más pequeños que viven en el norte de Sudán.
  - Pueblo kababish, unos 489.000 en 2024. Son una tribu (o confederación) nómada de Kordofán del Norte, al norte de Sudán. También llamados dar hamid, están divididos en 19 grupos o tribus y pequeños subgrupos que tienen una cultura común, liderados por un jefe o nazir. Vagan por el desierto con sus rebaños en busca de pastos después de las raras tormentas. Sus animales más importantes son los camellos, que los proveen de leche, su alimento principal, mezclado con té, ocasionalmente carne y piel para las tiendas, pero crían todo tipo de ganado, que intercambian en los mercados por todo lo que necesitan: sal, té, azúcar, ropas, dátiles y metales. Sus campamentos se llaman dikkas, tiendas de piel de camello atadas con cuerdas de algodón, donde permanecen las mujeres mientras los hombres llevan los rebaños.[29]

- Gimma, unos 191.000. En el norte de Sudán. Musulmanes. Pueblo rural que vive en zonas áridas cerca de una fuente de agua donde cultivan sorgo y mijo. Se sabe poco sobre ellos.[30]

- Guahyna o juhaynah, más de 2 millones, proceden de una tribu nómada de Arabia Saudí, el mayor de los clanes de los quda'a, tribus árabes de origen poco conocido. Viven entre Sudán y Egipto, con rígidos códigos del honor, lealtad y hospitalidad, rasgos típicos árabes.[31]

- Hamar, unos 530.000. Parte de un grupo mayor llamado hammer-banna, que a su vez pertenecen a los sidama. Estos viven ahora en Etiopía. Los hamer-banna son principalmente pastores que viven en las tierras altas al este del río Omo y al norte del lago Turkana, en el sudoeste de Etiopía. Constan de dos grupos separados, los hamer y los banna, que responden al mismo nombre y hablan la lengua hamer-banna en Etiopía y la lengua baggari en Sudán, un dialecto del árabe sudanés. Crían sobre todo vacas, aunque a veces ovejas y cabras, y usan camellos para pastorear. Construyen campamentos y cultivan sorgo, algo de sésamo y judías.[32]

- Hasania, 726.000-895.000. Tribu musulmana de origen árabe que vivían en 1911 en el desierto entre Meroe y en la sexta catarata del Nilo, y hasta la orilla izquierda del Nilo Azul, inmediatamente al sur de Jartum.[33][34]

- Husseinat, unos 200.000. Viven en torno al Nilo Blanco. Hablan árabe sudanés. Tienen un estatus alto porque creen que entre sus ascendientes se encuentran el propio Mahoma y su nieto Hussein. Tienen poder en Sudán, donde alcanzan rangos altos en el ejército, en el gobierno y en los negocios, y son respetados por su generosidad. Responden también al nombre de sayed. Practican el chiismo, con la creencia de que el heredero del profeta debe ser alguien de su misma sangre y son practicantes firmes de los preceptos de la fe.[35]

- Kadaru arabizados, unos 59.000. Son un subgrupo étnico de los pueblos nuba, pero están arabizados, viven como los árabes y practican su cultura desde la descolonización. Son agricultores, cultivan sorgo y mijo como principal sustento, así como sandías, calabazas, ocra, sésamo y algodón. También crían vacas, ovejas, cabras, burros y perros. Hacen queso y mantequilla con la leche. Sus casas son chozas fáciles de construir debido a sus tendencias nómadas. Hay otro grupo de kadarus que no están islamizados, aunque son musulmanes, unos 44.000, que viven en las montañas Nuba, en Kordofán del Sur.

- Kadugli, 236.000. Kaduqli o Kadugli es la capital del estado de Kordofán del Sur, donde vive uno de los grupos nuba arabizados, los kadugli. Cerca de la capital se encuentran los montes Nuba, uno de los destinos turísticos más importantes de Sudán por los pueblos nuba, una veintena de grupos étnicos de distintas características.

- Kawahia, fezara o kawala, en torno a 1,14 millones en 2024, el tercero de los grandes grupos de árabes sudaneses. Se dice que su fundador fue Zubayr ibn al-Awwam, un comandante del ejército de Mahoma que emigró de La Meca a Sudán hace 1200 años y creó el pueblo kawala, formado por 36 subgrupos con unos 200 jefes tribales. Forman parte del mismo grupo étnico que los baggara. Son musulmanes sunitas practicantes. Muchos son granjeros, cultivan sorgo, trigo, algodón, judías y frutas. Otros se desplazan en Kordofan con el ganado siguiendo la estación húmeda.[36]

- Maalia, 122.000
- Mararit, 110.000
- Midob, unos 100.000
- Magrebíes, 260.000
- Nyimang, 156.000-185.000. Uno de los pueblos nuba arabizados que viven en los montes Nuba. Hablan una de las lenguas nyima. La mayoría son musulmanes. Viven en las llamadas siete colinas de Nyimang: Salara, Tendiya, Kurmeti, Nitil, Fassu, Kelara y Kakara.[37]
- Rashaida, 120.000. Son una tribu de beduinos árabes descendientes de Banu Abs (antiguo beduino) originarios de la región de Hejaz, de Arabia Saudí. A mediados del siglo XIX, muchos rashaida emigraron a Sudán, Kuwait, Emiratos Árabes y Malasia peninsular. Son musulmanes sunitas y criadores de camellos.
- Rizeigat, 353.000

- Rufaa, 678.000. La agricultura es la base de su economía. Cultivan principalmente sorgo y mijo, y se ayudan con melones, calabazas, okra, sésamo y algodón. También pastorean vacas, ovejas, cabras, burros y perros. Hacen queso y mantequilla. Su sistema económico es como la mayoría de pueblos seminómadas que viven en la zona.[38]
  - Abdallabi, adbdalí o abdalíes, pueblo descendiente de Abdallah Jammah, pertenecen al grupo de los rufaa, conocidos como árabes de la región de Butana, al este del Nilo. Son agricultores y pastores seminómadas.

- Sherifi, 198.000
- Clan Shukria, 271.000. Es un clan árabe que vive en el este de Sudán. Llegaron desde Meroe, pero fueron desplazados en los últimos siglos a la región de Butana, entre los ríos Atbara y Nilo Azul. Son musulmanes sunitas. Hablan un dialecto árabe llamado Shukriyya.
- Tagale, 124.000. Es un grupo subétnico de los nubas en las montañas Nuba del estado de Kordofán del Sur.
- Tira, 38.000. Es un grupo subétnico de los nubas en las montañas Nuba del estado de Kordofán del Sur.
- Tunjur, 232.000
- Yazeed, 457.000
- Zaghawa, 145.000

Nota: Las cifras de población de las etnias están obtenidas de Joshua Project.

## Pueblos no arabizados

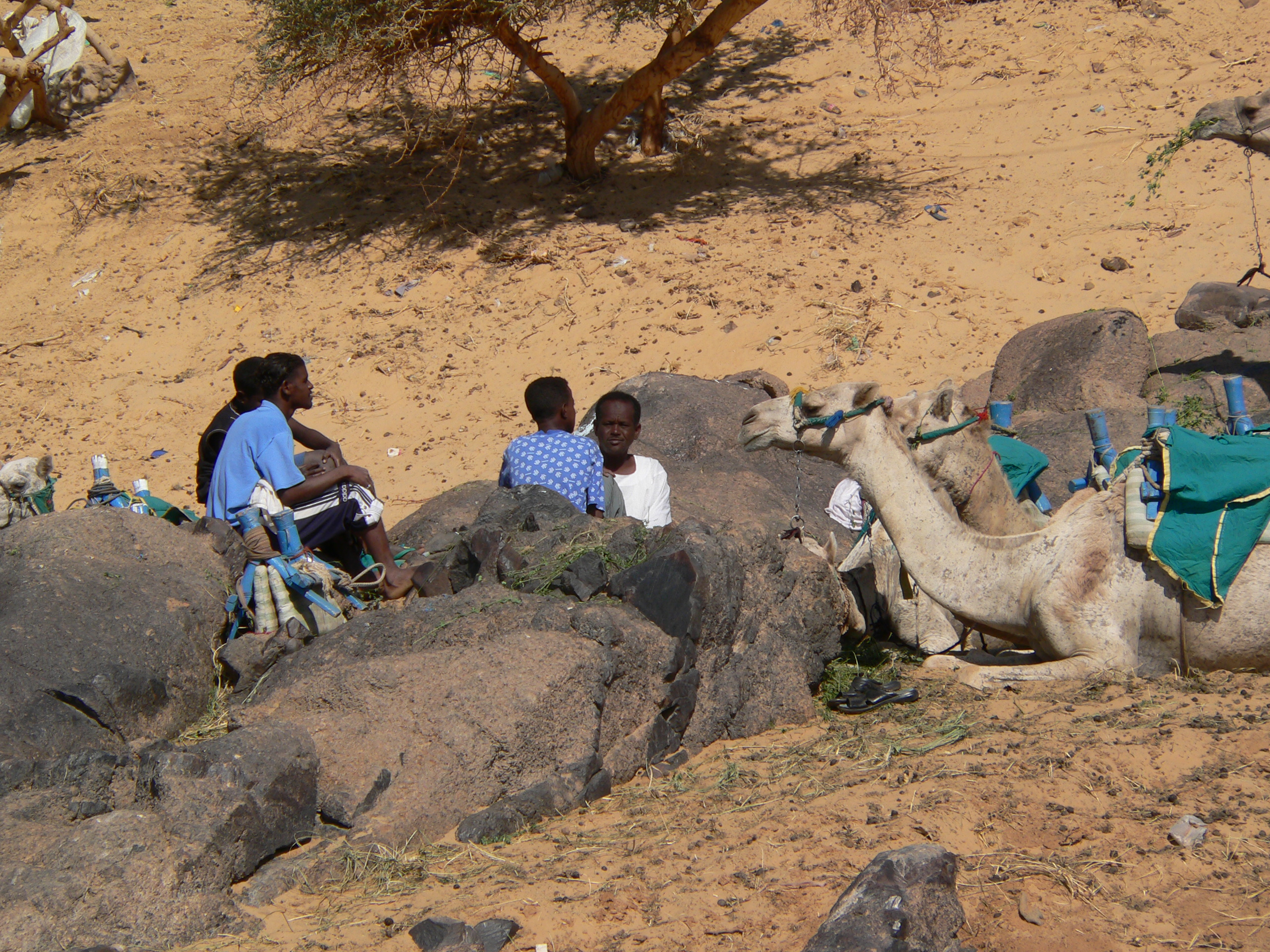
Nubios con sus camellos

- Grupos conocidos como nubios: Anag, Barabra, Birked, Danagla, Dilling, Mahas y Midobi.[40] Son más de 600.000. Originarios de la región de Nubia, entre Asuán en el sur de Egipto y Dongola, en el norte de Sudán, fueron expulsados por el Imperio otomano a partir del siglo XVI hacia el sur y se separaron en diversos grupos. La inundación provocada por la presa de Asuán desplazó a otros tantos a Nueva Nubia, al norte de Asuán, a Uganda y a Kenia,[41] pero otros se quedaron en la Vieja Nubia, al sur de Egipto. Separados desde 1899 por la creación de la frontera con Sudán, en este país viven entre Wadi Halfa y Al Dabbah. Son agricultores; cultivan trigo, cebada, mijo, judías, guisantes y sandías, aunque ya los hay que trabajan en las ciudades. Fueron convertidos al cristianismo y luego islamizados en casi su totalidad, aunque conservan creencias animistas relacionadas con el espíritu del Nilo. Hablan árabe y lenguas nubias.[42][43] Hablan el idioma nubii. Grupos conocidos como nubios: Anag, Barabra, Birked, Danagla, Dilling, Mahas, Midobi

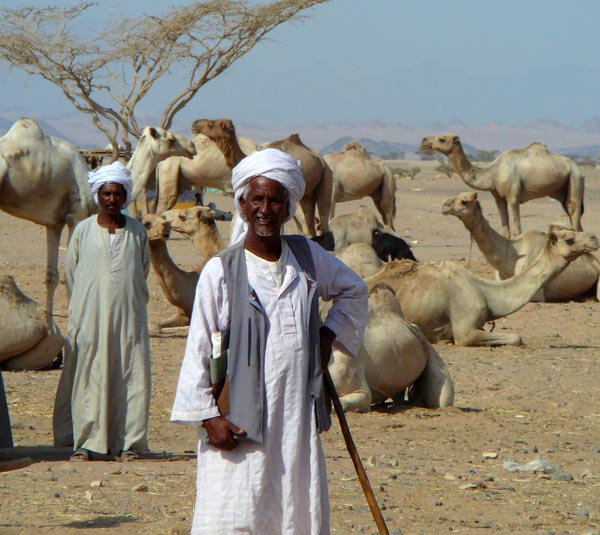
Beduinos beja en 2006.

Fotografía de un grupo de individuos del pueblo beja tomada en Egipto en 1895

- Grupos no árabes conocidos colectivamente como los beja del nordeste de Sudán, un pueblo de lengua cushita que comprende cuatro tribus: amarar, beni amer, bisjarin o bishari y hadendoa, divididas a su vez en clanes. Los bejas suman unos 2,5 millones de individuos. Son pastores nómadas que viven en regiones desérticas de Sudán, Egipto y Eritrea. Es el grupo étnico no árabe más importante entre el río Nilo y el mar Rojo. Son musulmanes y se consideran descendientes del nieto de Noé, Cus, hijo de Cam. Los hadendoa, unos 74.000, viven al sur de Puerto Sudán; los bishari y los amarar al norte de Puerto Sudán. Viven en tiendas desmontables y su dieta pasa por la leche y los productos del camello, vaca y grano.[44]
  - Bishari o beja bisharin, unos 43.000. Son el mayor grupo beja. Viven en el este del desierto de Nubia, en Sudán y sur de Egipto, entre el Nilo y el mar Rojo, al norte de los amarar, nómadas beja que viven en las montañas al oeste del mar Rojo, y al sur de los ababda, tribu nómada de los beduinos del alto Egipto. Hablan el idioma beya. Comercian con camellos, ovejas y cabras en la parte sur del desierto arábigo, una zona poco explorada. Son musulmanes sunitas.
- Grupos negros del noroeste de Sudán. Los principales son: dago, fur, maba, massalit, tama y zaghawa, considerados darfurís no árabes, ya que viven en el estado de Darfur, que muchas etnias comparten con el este de Chad. Están entre las tribus más amenazadas por las etnias árabes. En general, son sedentarias y practican la agricultura de subsistencia (mijo, sorgo y maíz principalmente) y el pastoreo, aunque también hay grupos nómadas. Desde 1987 ha habido tres conflictos bélicos entre el Gobierno y grupos rebeldes de las etnias fur, massalit y zaghawa. Todos hablan árabe y son musulmanes. Debido a estos conflictos, el número de desplazados es muy numeroso, unos 2,5 millones, de los que en 2016, 1,6 millones vivían en campos de refugiados y otro medio millón fuera de los campos. En 2017, la asistencia humanitaria alcanzaba a los 2,7 millones de personas en Darfur según datos de Naciones Unidas.[45]
  - Los fur, más de 1 millón, son el grupo étnico más importante de Darfur. Hablan árabe y el idioma fur. Además de agricultores, algunas familias son tradicionalmente pastores nómadas, como sus vecinos, los árabes baggara.[46]
  - Los masalit son más de 440.000. Viven en Dar Msalir, en el norte de Darfur y en Chad.[47]
  - Los zaghawa son unos 115.000, en general pastores nómadas con vacas, camellos, ovejas, cabras, caballos y burros. Están divididos en castas endógamas.[48]
  - Los dago o daju son algo más de 100.000. Viven entre el oeste de Sudán y el este de Chad. Son cinco grupos étnicos. Sus casas son redondas con tejado cónico de paja, pero la casa del pueblo es rectangular. Son patriarcales y las mujeres están sometidas a los hombres.[49]
  - Los tama son unos 76.000, aunque si se añaden los de Chad superan los 200.000. La mayoría viven en el departamento de Dar Tama, en la región de Wadi Fira de Chad. En Sudán están muy afectados por el conflicto de Darfur, y en Chad tuvieron problemas con los zaghawa, ya que el presidente de Chad, Idriss Déby, es de esta tribu y los tama colaboraban con la alianza rebelde United Front for Democratic Change, que quería derribarlo.

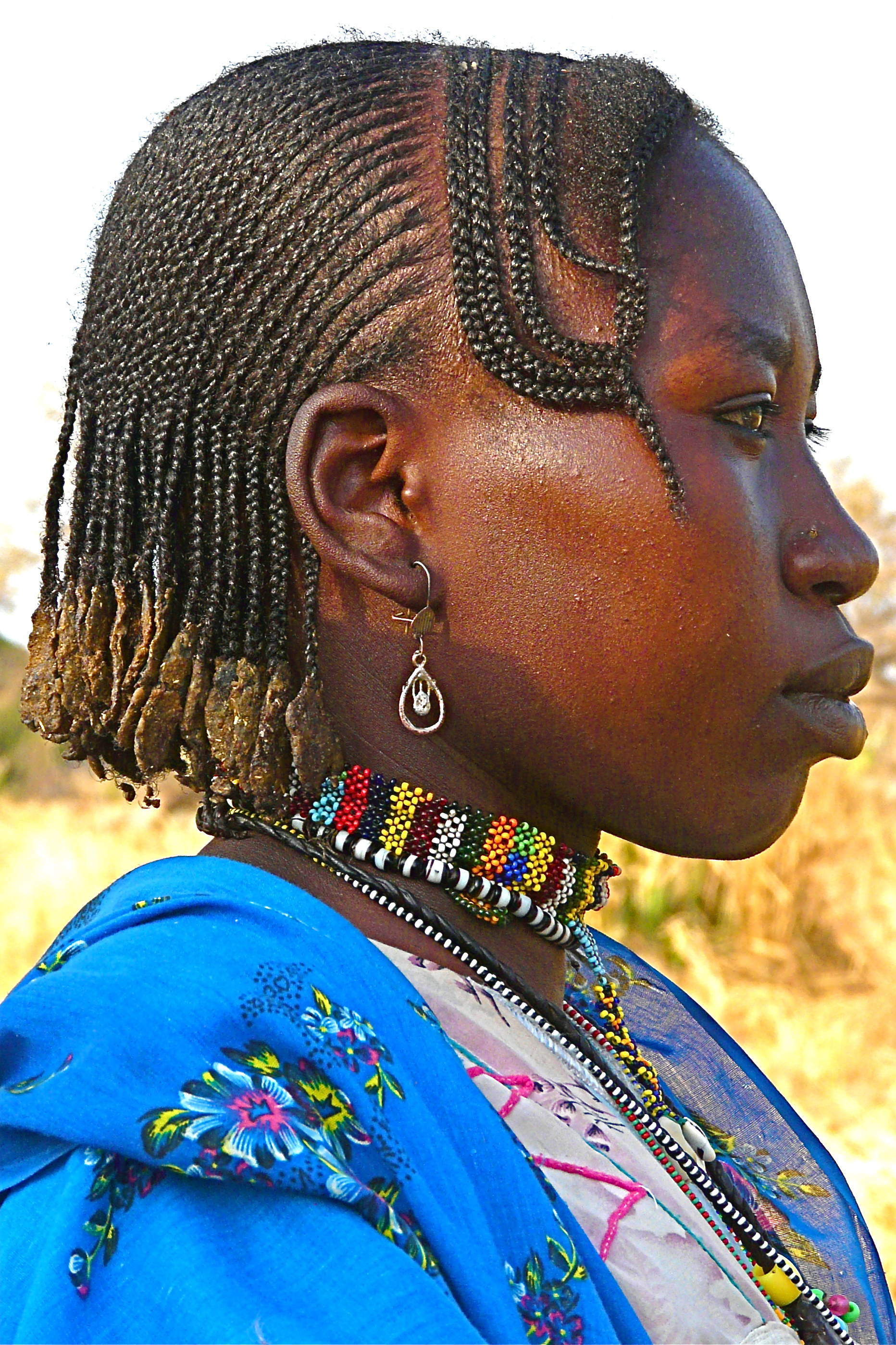
Mujer nuba de la etnia kau en 2008

- Grupos negros conocidos como los nuba del centro de Sudán. Los más numerosos son: Kadugli (260.000, arabizado)), Katla (34.000), Koalib (109.000), Krongo (52.000), Nyimang (185.000, arabizados), Tagoi (28.000) y Temein (45.000). Los pueblos nuba se hicieron famosos a raíz de un reportaje de la fotógrafa y cineasta alemana Leni Riefenstahl, que visitó a una de las tribus más aisladas de entre los nuba, los kau, de entre la cincuentena de pueblos que se refugiaron hace tiempo en los montes Nuba, un área de 48.000 km² en Kordofán del Sur, un estado meridional de Sudán, para huir de las persecuciones de los esclavistas o los dictadores. Entre ellos hay pueblos arabizados, como los kadugli y los nyimang, donde más del 80% son musulmanes.[50] Esta región se ha visto afectada por la violencia con frecuencia desde los años 1980. En 1989, el gobierno central de Al Bashir declaró la guerra a la región mediante el uso del llamada Frente Nacional Islámico, para acabar con la identidad nuba. En los años 1990, la zona fue aislada y bombardeada.[51] En 2015, su población se había reducido de 1 millón a 500.000 individuos debido a la persecución, y seguían siendo bombardeados por el gobierno.[52]

Nota: los datos de grupos no arabizados están obtenidos del "Sudan Country Report" de octubre de 2004 del informe de Inmigration y nacionality directorate del Home Office del Reino Unido.

## Perfil demográfico
Con excepción de la franja de asentamientos que corresponde al lecho del río Nilo, que cruza el país de sur a norte y se adentra en el norte en una zona completamente desértica, la población está dispersa por la zona sur, en la frontera con Sudán del Sur, donde la vegetación y las fuentes de agua son abundantes, en los alrededores de Jartum, donde se unen el Nilo Blanco y el Nilo Azul, y en Darfur del Sur, al sudoeste. Entre el 41% y el 43% de la población tiene menos de 15 años, mientras que los mayores de 65 años constituyen el 3%; en Europa, los menores de 15 años son el 15% y los mayores de 65, entre el 18% y el 20%. La edad media en Sudán es de 17,9 años. La tasa de crecimiento anual del 2,93%, con 4,85 niños por mujer en 2018. La escolarización acaba a los 8 años. La población urbana constituye el 35%, con 5,5 millones en Jartum y 834.000 en Niala.